# Staryje Czukały (Czuwaszja)
Staryje Czukały (ros. Старые Чукалы) – wieś (dieriewnia) w Rosji, w Czuwaszji, w rejonie szemurszyńskim. W 2010 liczyła 908 mieszkańców.